# Ciasna Szczelina
Ciasna Szczelina – jaskinia w Dolinie Miętusiej w Tatrach Zachodnich. Wejście do niej znajduje się w północnym zboczu Małej Świstówki, na wysokości 1500 metrów n.p.m. Długość jaskini wynosi 22 metry, a jej deniwelacja 15,5 metrów.

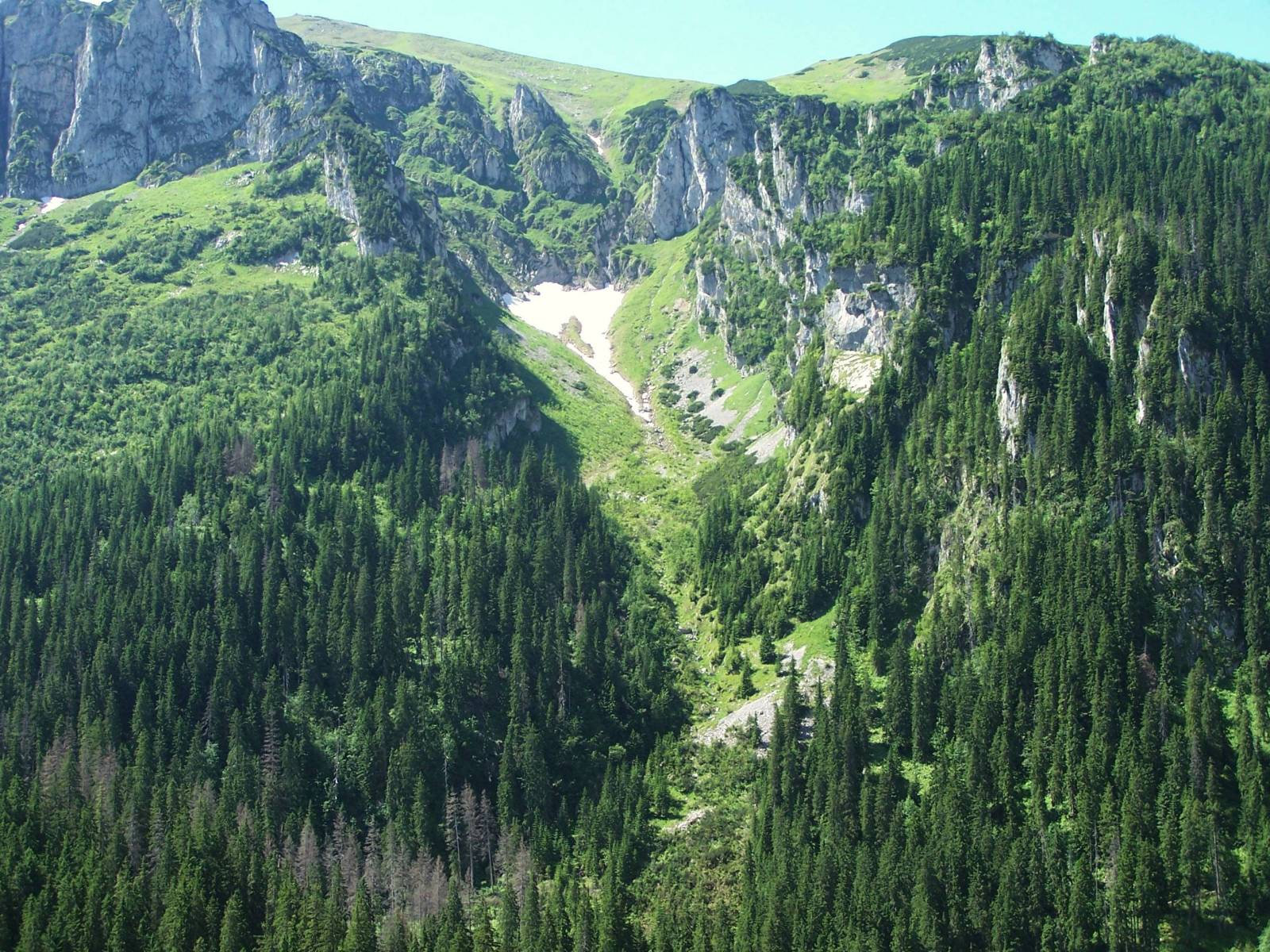
Mała Świstówka

## Opis jaskini
Centralnym punktem jaskini jest niewielka salka do której można się dostać z otworu wejściowego kilkumetrowym korytarzykiem z prożkiem. W salce ma początek 6-metrowy komin, a także 8-metrowa, ciasna studnia kończąca się zaciskiem nie do przejścia. 

## Przyroda
W jaskini nie ma nacieków. Ściany są wilgotne. Przy wejściu do niej rośnie m.in. kosodrzewina, trawy, szarotki, paprocie, mchy i porosty.

## Historia odkryć
Jaskinię odkryli we wrześniu 1987 roku członkowie Speleoklubu Warszawskiego PTTK: J. Banaś i W. Szuk.